# Evanos
Evanos is een geslacht van kevers uit de familie van de bladsprietkevers (Scarabaeidae).

## Soorten
- Evanos villatus Laporte de Castelnau, 1840